# 木连路
木连路军民府是元朝云南行省所辖的一个土司府，即孟连土司，隶属于大理金齿等处宣慰司（另有说法由乌撒乌蒙宣慰司领有），治所在今孟连娜允古镇。木连即“孟连”的同名异写。
至元二十六年（1289年）析孟定路东南置木连路，傣族首领罕罢法为总管，天历二年（1329年）以木连路、银沙罗甸置银沙罗甸等处宣慰司，至顺二年（1331年）改为银沙罗甸军民府。至正八年（1348年），木连路被麓川路并吞，至正十五年（1355年）设平缅宣慰司，明朝改为麓川平缅宣慰司。

## 资料来源
1. ↑  谭, 其骧. . 北京: 中国地图出版社. ISBN 978-7-5031-1844-9.
2. ↑  李治安, 薛磊. . 上海: 复旦大学出版社. 2009-04-01: 210. ISBN 978-7-3090-5601-3.
3. ↑  . cpc.people.com.cn. 新华网. 2009-09-23  [2017-10-30]. （原始内容存档于2017-11-07）.
4. 1 2  莫, 汝德. . 傣族网. 孟连旅游网. 2009-02-17  [2017-10-30]. （原始内容存档于2017-11-07）.